# Культурное пространство «Каменка»
Арт - резиденция «Каменка» — лофт-проект в Красноярске, соединяющий в себе резиденции сибирских мануфактур, мастерские общественного пользования, парковое пространство и место событий на территории Краевого Дворца молодёжи (бывший ДК Сибтяжмаш). Днём рождения проекта считается 5 апреля 2013 года, когда в культурном пространстве впервые состоялся «Бал в кедах», являющийся теперь ежегодным событием.

## История
Каменка получила свое название по имени речки, которая закрыта в трубах глубоко под землёй и течёт под одноименным парком.
Это место было известно с 1630-х годов, как часть «рассеянного города», по схеме которого развивался Красноярск. В конце XVII века на Каменке поселились первые переселенцы города Злобины, а рядом — Торгашины. Представители первых красноярцев, казаки Злобины и Торгашины в конце XVII века тоже имели свои заимки, вошедшие в современную городскую территорию, — это древняя Торгашинская и Злобинская (Каменка) — ныне станция Злобино. Всего в середине XVII в., к 1670-му году у ста красноярских казаков имелись пашни общей площадью в 725 десятин, сообщают городские архивы.
За 380 лет на территории Каменки происходило много событий: строили дома, дети пускали кораблики по реке Каменка, купцы торговали, рос рынок, в 1898 году открыли железнодорожную станцию, затем перестраивали район под запросы строящего социализма государства, делая Дом культуры и техники, как центр притяжения жителей и рабочих, открытый в 1956 году. В Доме культуры занималось 1500 детей, а в 2001 году здесь расположился Городской, а затем Краевой Дворец молодежи. Многие помнят, как уезжали из этого места на Бирюсу.
В 2012 году здание заинтересовало PR-специалистов Михаила Егошина и Анну Иванову, которые хотели создать креативное пространство в Красноярске, руководство ДК поддержало идею, и вскоре здесь были проведены первые события: показы под открытым небом «Кинолужайка» и маркет «Картонвилль». Спустя полгода Агентство по делам молодежной политики поддержало идею креативного пространства, начался ремонт и благоустройство территории.
В 2013 году в здании Краевого Дворца молодёжи создаётся лофт-проект, входящий в состав культурного пространства Каменка, первого в Зауралье. Проект, у истоков которого стоял журналист и политик А. М. Клешко, реализован в рамках программы развития креативных индустрий, и помимо здания бывшего ДК включает в себя выставочное пространство и прилегающую территорию тематического парка. 
Сейчас Каменка стала местом досуга и развлечений для красноярцев, а также потенциально интересным туристическим объектом. Миссия проекта в том, чтобы создать район мануфактурщиков, где каждый может открыть свою мастерскую и делать вещи с сибирским характером. Сейчас на Каменке находится 8 мастерских, и они развиваются в пространстве в формате бизнес-инкубатора. На три года им предоставляется помещение на льготных условиях и информационная поддержка. За это время они развиваются в самостоятельный бренд, который может позволить себе дополнительную производственную силу. Одним из инструментов развития пространства и идеи являются события — разнообразные весенние, летние и зимние маркеты товаров ручной работы сибирских дизайнеров. 
Также пространство используется как выставочное. Каждые три месяца в холле отрывается новая выставка молодых художников.

## Каменка в цифрах
- это 5 000 м2  территории дворца[9];
- 6,2 га территории парка;
- более 10 резидентов[10];
- свыше 150 событий в год;
- более 120 000 человек посещают события Каменки за год.